# (493303) 2014 UY183
(493303) 2014 UY183 es un asteroide perteneciente al cinturón de asteroides, descubierto el 14 de octubre de 2014 por el equipo del Spacewatch desde el Observatorio Nacional de Kitt Peak, Arizona, Estados Unidos.

## Designación y nombre
Designado provisionalmente como 2014 UY183.

## Características orbitales
2014 UY183 está situado a una distancia media del Sol de 3,120 ua, pudiendo alejarse hasta 3,706 ua y acercarse hasta 2,534 ua. Su excentricidad es 0,188 y la inclinación orbital 16,856 grados. Emplea 2012,97 días en completar una órbita alrededor del Sol.
Los próximos acercamientos a la órbita de Júpiter ocurrirán el 26 de septiembre de 2078, el 9 de febrero de 2089 y el 20 de diciembre de 2160.

## Características físicas
La magnitud absoluta de 2014 UY183 es 16,70.